# Бікметово (Чекмагушівський район)
Бікме́тово (рос. Бикметово, башк. Бикмәт) — село у складі Чекмагушівського району Башкортостану, Росія. Входить до складу Новокутовської сільської ради.
Населення — 109 осіб (2010; 158 2002).
Національний склад:
- башкири — 78 %